# Vincenzo Riccati
Vincenzo Riccati (Castelfranco Veneto, 11 de janeiro de 1707 — Treviso, 17 de janeiro de 1775) foi um matemático e físico italiano. Irmão de Giordano Riccati, foi o segundo filho de Jacopo Francesco Riccati.
Riccati continuou a obra de seu pai em análise matemática, especialmente no campo das equações diferenciais e física. A equação de Riccati é denominada em memória de seu pai.